# Вольтерсдорф (Лауэнбург)
Вольтерсдорф (нем. Woltersdorf) — община в Германии, в земле Шлезвиг-Гольштейн.
Входит в состав района Герцогство Лауэнбург. Подчиняется управлению Брайтенфельде. Население составляет 261 человек (на 31 декабря 2010 года). Занимает площадь 7,9 км².